# Hypalastoroides argentinus
Hypalastoroides argentinus är en stekelart som först beskrevs av Brethes 1903.  Hypalastoroides argentinus ingår i släktet Hypalastoroides och familjen Eumenidae. Inga underarter finns listade i Catalogue of Life.